# Перепись населения Приднестровской Молдавской Республики (2015)
Перепись населения Приднестровской Молдавской Республики 2015 года — вторая национальная перепись, проведённая властями непризнанной республики в октябре 2015 года,согласно закону от 22 января 2015 года №11 «Об организации и проведении переписи населения Приднестровской Молдавской Республики 2015 года».
По данным переписи в Приднестровской Молдавской Республике насчитывалось 475 665 жителей. По сравнению с данными переписи 2004 года население Приднестровья сократилось на 79 682 человек или на 14,47%, преимущественно в результате естественной убыли и эмиграции.

## Сопоставления
В 2014 году свою вторую перепись населения провела также и республика Молдавия. В отличие от предыдущего межпереписного периода (1989—2004), в 2004—2014 годах наличное население ПМР сокращалось менее интенсивно (на 14,47 %). B Молдове темпы сокращения возросли и население упало на 0,4 млн человек, или на 11,4 %.

## Урбанизация
По данным переписи 333 тыс. жителей республики (69,9%) проживали в городских условиях, 142 тысячи являлись селянами (30,1%). Для сравнения, в 2014 году в Молдове в городах были переписаны 995 227 человек, в сельской местности – 1 918 054 человека. Таким образом, в Молдове отмечается сохранение преобладания сельского населения: его соотношение с городским составляет 65,8% на 34,2%, что почти прямо противоположно приднестровскому. Также в межпереписной период в ПМР урбанизация прогрессировала (с 68,0% до 69,9%), в Молдове же наоборот наблюдались процессы дезурбанизации.

## Национальный состав
| Национальный состав 2015 | Национальный состав 2015 | Национальный состав 2015 | Национальный состав 2015 | Национальный состав 2015 |
| ------------------------ | ------------------------ | ------------------------ | ------------------------ | ------------------------ |
| русские                  |                          |                          | 29.1 %                   |                          |
| молдаване                |                          |                          | 28.6 %                   |                          |
| украинцы                 |                          |                          | 22.9 %                   |                          |
| болгары                  |                          |                          | 2.4 %                    |                          |
| гагаузы                  |                          |                          | 1.1 %                    |                          |
| белорусы                 |                          |                          | 0.5 %                    |                          |
| приднестровцы            |                          |                          | 0.2 %                    |                          |
| прочие                   |                          |                          | 1.2 %                    |                          |
| неуказавшие              |                          |                          | 14.0 %                   |                          |

По сравнению с предыдущей переписью 2004 года, в национальной мозаике ПМР произошли существенные сдвиги, хотя ни одна национальность не преобладает в республике абсолютно, а 14% предпочли вообще не указывать свою национальность (для сравнения в Молдове таких по последней переписи было лишь 1,8%). Более того, впервые около 1 000 человек самоидентифицировали себя как «приднестровцы». Хотя удельный вес всех основных национальностей снизился, наиболее заметным было падение доли украинцев (с 28,8% до 22,9%). Удельный вес молдаван также упал на 3,3%-ых пункта, в результате чего относительное большинство в национальном составе республики впервые с момента её образования сформировали русские (29,1%), хотя и их удельный вес немного снизился. Доля немолдавского населения продолжала увеличиваться, поднявшись с 61 % в 1989 до 71,4% в 2015.